# Sula granti
A Sula granti a madarak (Aves) osztályának szulaalakúak (Suliformes) rendjébe, ezen belül a szulafélék (Sulidae) családjába tartozó faj.

## Rendszertani besorolása
Ezt a tengeri madarat, korábban az álarcos szula (Sula dactylatra) alfajának vélték, azonban a mitokondriális DNS-vizsgálatok következtében kitudódott, hogy két önálló fajról van szó. A két madár, körülbelül 400 000-500 000 évvel ezelőtt válhatott szét.
Mint minden szulafélét, ezt a madarat is korábban a gödényalakúak (Pelecaniformes) rendjébe soroltak; manapság viszont saját rendet alkottak meg nekik.

## Előfordulása
A Sula granti előfordulási területe a Csendes-óceán keleti felén van. A költőállományai az Alsó-Kaliforniához tartozó szigeteken, az Ecuadorhoz tartozó Galápagos-szigeteken és az Isla de la Plata szigeten, valamint a kolumbiai Malpelo-szigeten találhatók meg.
Habár nem veszélyeztetett faj, a Sula granti-t a túlhalászás és a vizek szennyezése érintheti hátrányosan.

## Megjelenése
A szivárványhártyája (iris) sárga, míg a csőre rózsaszínes-narancssárga. A pofáján a toll nélküli bőre fekete - maszkos külsőt kölcsönözve a madárnak. Lábai szürkék. A felnőtt példány tollazata – nemtől függetlenül – fehér, feketével a szárnyak és a farktollak végén. A tojó nagyobb és nehezebb, mint a hím; és a csőre kicsit más árnyalatú. A tojó inkább károg, míg a hím fütyül. A fiókát teljesen fehér, bolyhos pehely borítja. A kirepülés idejére szürke tollazatot ölt; a csőre és lábai is szürke színre váltanak.

## Életmódja
Mint általában a szulák, a Sula granti is a magasból a vízbe bukva kapja el zsákmányait, melyek általában chilei szardíniából (Sardinops sagax) állnak. Azonban az El Niño nevű éghajlati jelenségek idején, amikor is ez a halfaj nemigen található, egyéb kisebb halakkal és kalmárokkal kénytelen táplálkozni. Mivel a két nem testméretben különbözik; a nagyobb tojó mélyebbre tud leúszni és nagyobb méretű zsákmányokat tud elkapni.

## Szaporodása
Ez a madárfaj a sziklafalakon vagy a csupasz, növényzet nélküli talajon költ. A fészkelő helyet a hím választja ki és védelmezi. Mint sok más tengeri madár a Sula granti is hosszú életű, hosszú gyermekkorral és kevés utódot hoz létre. A fészekalj általában 1-2 tojásból áll; ha mindkét fióka is kikel, általában csak az egyik marad meg. A fiókáról mindkét szülő gondoskodik. A fészkelés és fióka gondozás alatt, mindkét szülő legyengül.

## Képek

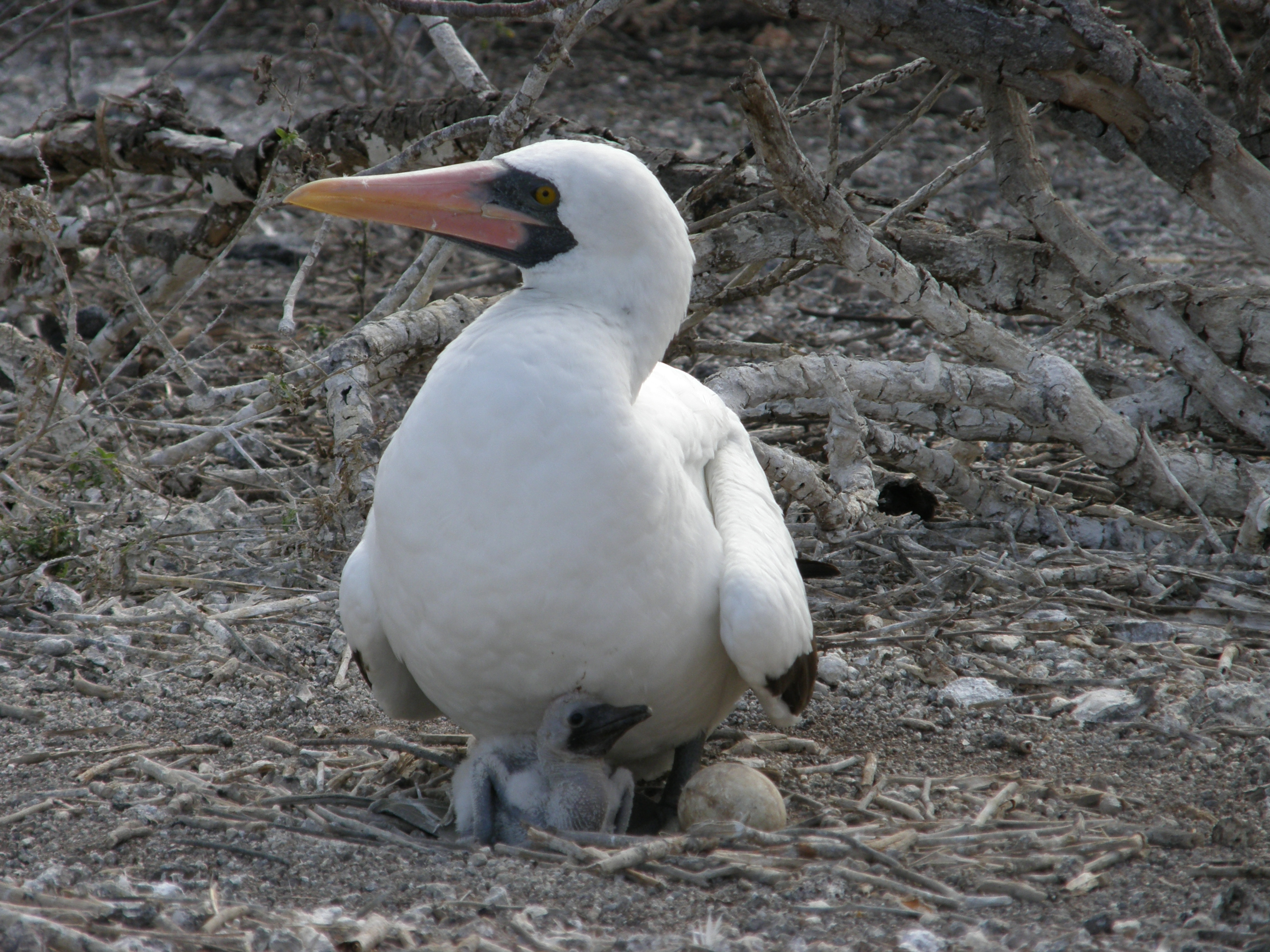
Szülő madár fiókával és tojással
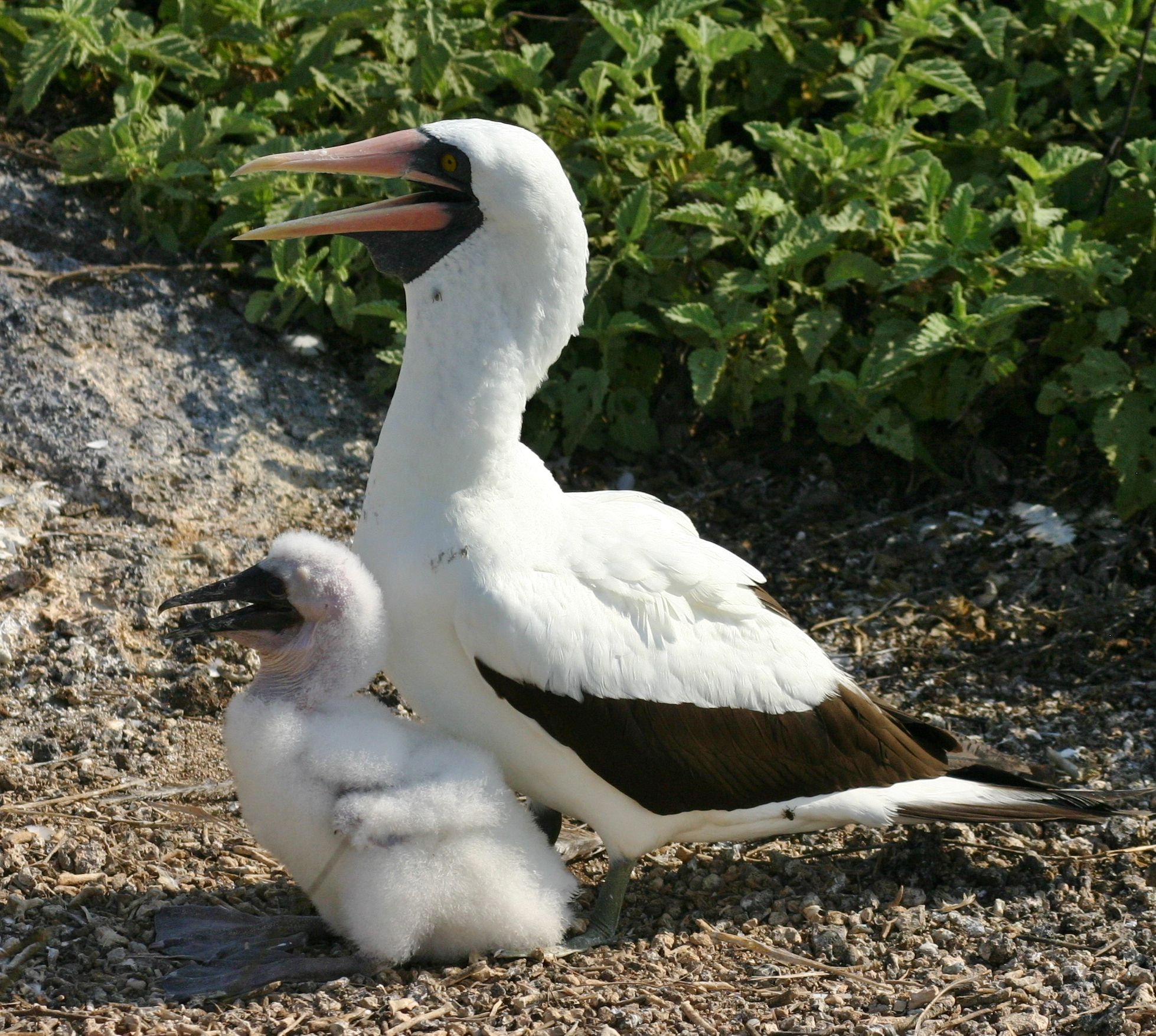
Szülő madár fiókával
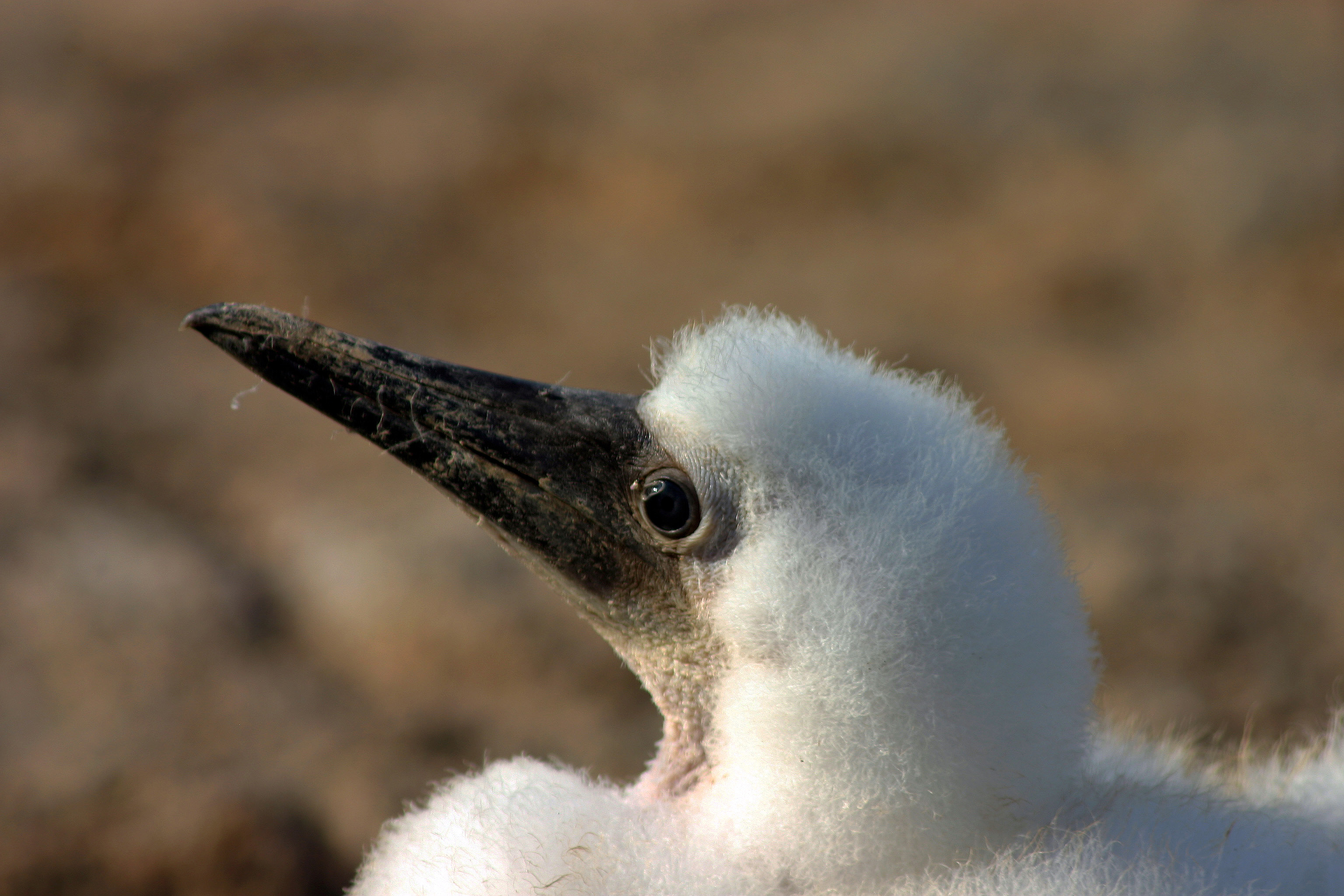
Fiatal példány
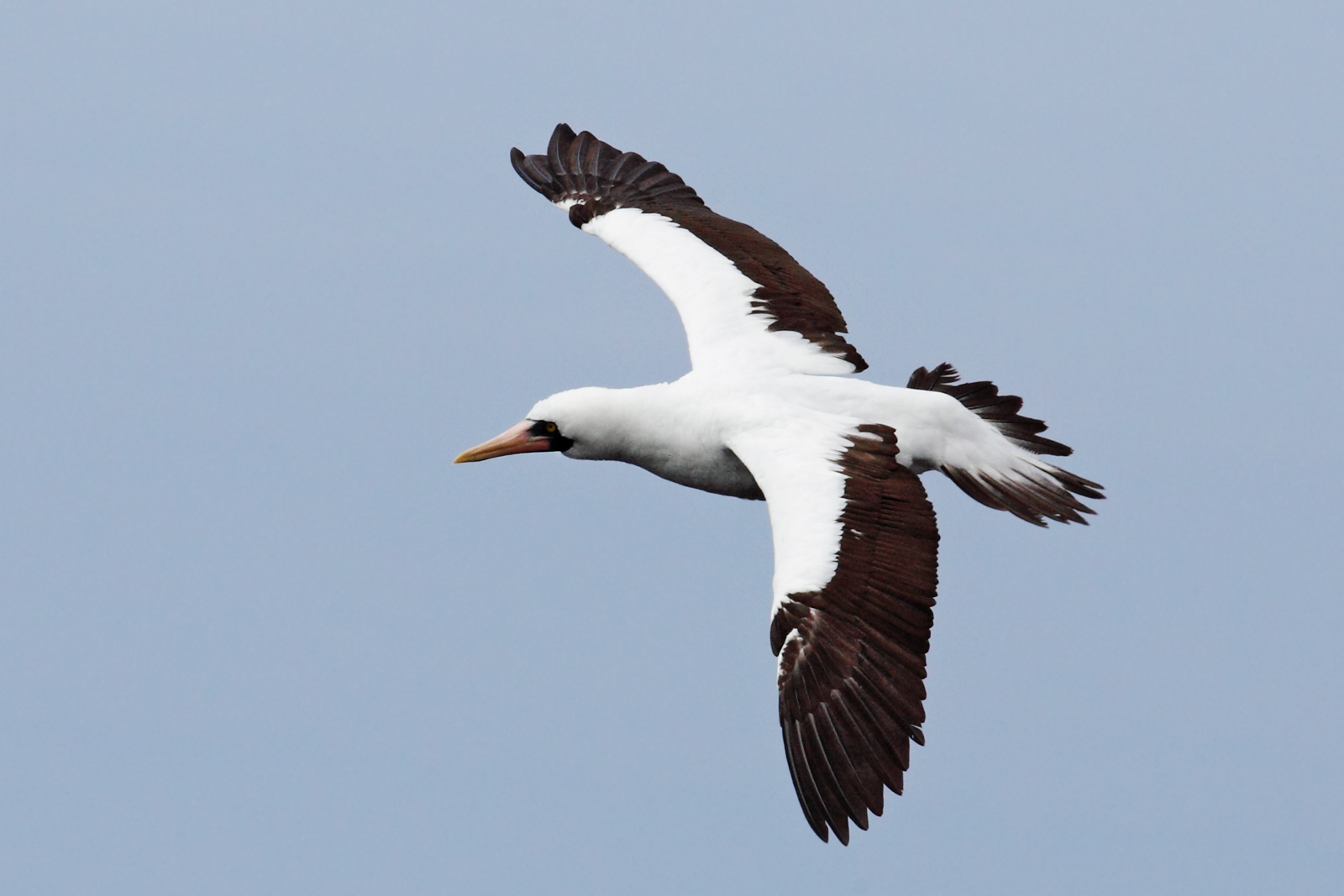
Háti része
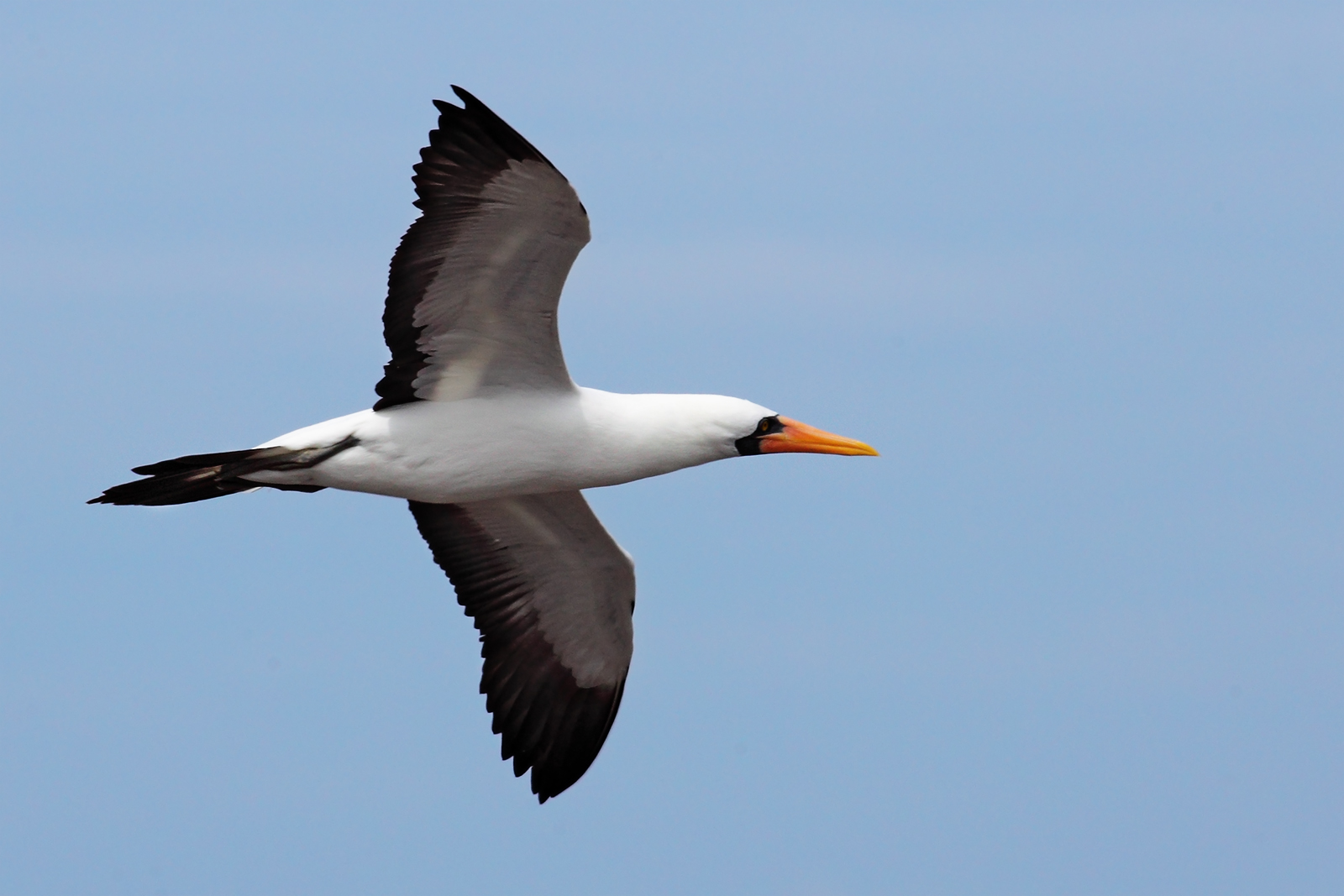
és hasi része
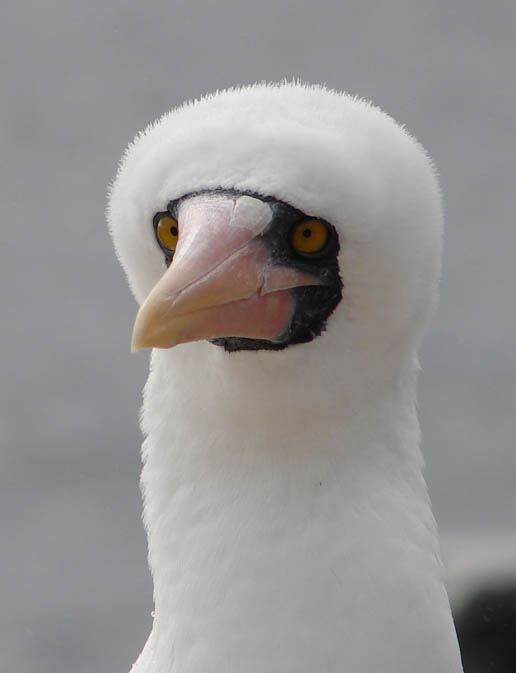
Portré

## Fordítás
- Ez a szócikk részben vagy egészben  a   Nazca booby című angol Wikipédia-szócikk ezen változatának fordításán alapul.  Az eredeti cikk szerkesztőit annak laptörténete sorolja fel. Ez a jelzés csupán a megfogalmazás eredetét és a szerzői jogokat jelzi, nem szolgál a cikkben szereplő információk forrásmegjelöléseként.